# Iglesia de San Vicente (Almazán)
La iglesia de San Vicente es un inmueble de la localidad española de Almazán, en la provincia de Soria.

## Descripción
Ubicada en la localidad de Almazán, se encuentra bajo la advocación de San Vicente Mártir. La parroquia aparece descrita en el segundo volumen del Diccionario geográfico-estadístico-histórico de España y sus posesiones de Ultramar de Pascual Madoz, en la entrada correspondiente a la villa de Almazán, de la siguiente manera:

y la de San Vicente Mártir, en buena situacion y proporcionada al pueblo, es pequeña y oscura; su construccion igual a la de San Miguel teniendo sobre sus arcos unas galerias que faltan en esta; los altares, órgano y una capilla que tiene, no llaman la atencion por su pobreza y escaso mérito, asi como la torre que es muy baja: la sirve un párroco.
(Madoz, 1845, p. 78)

Tras la restauración a finales del siglo XX de la iglesia, que había pasado a pertenecer al Ayuntamiento de Almazán, esta se usó como aula de cultura.